# Gun Hill Road
Gun Hill Road je americký hraný film z roku 2011, který režíroval Rashaad Ernesto Green podle vlastního scénáře. Snímek měl světovou premiéru na filmovém festivalu Sundance.

## Děj
Enrique se po třech letech strávených ve vězení vrací domů k rodině. V době jeho nepřítomnosti se toho ale hodně změnilo. Jeho žena Angela začala utajovaný poměr a jeho syn Michael, který je transsexuál, chce podstoupit operaci. Pro Enriqueho je proto návrat do nových poměrů mnohem složitější, než se zdálo, tím spíš, že se nedokáže zcela odstřihnout od své kriminální minulosti. 

## Obsazení
| Esai Morales       | Enrique           |
| Judy Reyes         | Angela            |
| Harmony Santana    | Michael / Vanessa |
| Isiah Whitlock Jr. | Thompson          |
| Míriam Colón       | Gloria            |
| Felix Solis        | Pete              |
| Franky G           | Tico              |
| Vincent Laresca    | Hector            |
| Robert Prescott    | Donovan           |
| Robin de Jesús     | Robin             |

## Ocenění
- Independent Spirit Awards: nominace na nejlepší herečku ve vedlejší roli (Harmony Santana)